# Херцогенбухзе
Херцогенбухзе (нем. Herzogenbuchsee) — коммуна в Швейцарии, в кантоне Берн.
Входит в состав округа Ванген. Население составляет 6719 человек (на 1 января 2008 года). Официальный код — 0979.